# Comecon (Band)
Comecon war eine schwedische Death-Metal-Band aus Stockholm, die 1990 gegründet wurde und sich 1995 auflöste.

## Geschichte
Die Band wurde im Jahr 1990 von Pelle Ström und Rasmus Ekman gegründet, wobei sie aus der Metalcore-Gruppe hervorging, die wiederum vorher als Hardcore-Punk-Band The Krixhjälters bekannt war. Nachdem die Band die ersten Lieder entwickelt hatte, folgte 1992 über Century Media mit Megatrends in Brutality das Debütalbum, das Entombed-Sänger Lars-Göran „L.G.“ Petrov eingesungen hatte. Bereits 1993 folgte das zweite Album Converging Conspiracies, auf dem Martin van Drunen (Asphyx, Pestilence) den Gesang übernommen hatte. Die Aufnahmen hierfür fanden in den Sunlight Studios statt. Auf dem dritten Album Fable Frolic war Marc Grewe (Morgoth) als neuer Sänger zu hören, ehe sich die Band auflöste.

## Stil
Auch wenn Fredrik Pålsson, Anders Green und Jonas Fredriksson für jeweils ein Album als Schlagzeuger angegeben wurden, wurde in Wirklichkeit ein Drumcomputer eingesetzt. Laut Robert Müller vom Metal Hammer spielte die Band auf Megatrends In Brutality brutalen und einfachen Death Metal, wobei die Gitarrenriffs primitiv und eingängig seien. Die Band wurde beim Schreiben des Albums vor allem durch Grindcore-Veröffentlichungen von Bands wie Napalm Death und Bolt Thrower um das Jahr 1988 beeinflusst. Auf Converging Conspiracies spielte die Band laut Müller ebenfalls klassischen Death Metal, der jedoch vor allem durch seine intellektuellen Texte besteche.
Martin Popoff beschrieb in seinem Buch The Collector’s Guide of Heavy Metal Volume 3: The Nineties bezüglich Megatrends In Brutality die Musik als eine schnellere, aggressivere Version von Entombed. Petrovs Gesang sei extrem tief und würde an Grindcore erinnern. Converging Conspiracies würde sich vom Death Metal weg- und mehr zum Hardcore Punk hinbewegen und zog Vergleiche zu alten Werken von Napalm Death. Auch auf Fable Frolic hörte Popoff neben Einflüssen aus dem Hardcore Punk auch Grunge-Einflüsse heraus. Das Schlagzeug klinge sauber und synthetisch wie das von Pantera.

## Diskografie
- 1991: Merciless / Comecon (Split mit Merciless, CBR Records)
- 1992: Megatrends in Brutality (Album, Century Media)
- 1993: Converging Conspiracies (Album, Century Media)
- 1995: Fable Frolic (Album, Century Media)
- 2008: The Worms of God (Kompilation, Century Media)